# 1656 Suomi
1656 Suomi је Марсов тројански астероид са пречником од приближно 7,86 .
Афел астероида је на удаљености од 2,109 астрономских јединица (АЈ) од Сунца, а перихел на 1,645 АЈ.
Ексцентрицитет орбите износи 0,123, инклинација (нагиб) орбите у односу на раван еклиптике 25,065 степени, а орбитални период износи 939,614 дана (2,572 године).
Апсолутна магнитуда астероида је 13,16 а геометријски албедо 0,155.
Астероид је откривен 11. марта 1942. године.